# Joel Fameyeh
Joel Fameyeh (* 14. Mai 1997 in Kumasi) ist ein ghanaischer Fußballspieler.

## Karriere

### Verein
Fameyeh begann seine Karriere bei den Asokwa Warriors. Im Januar 2016 wechselte er zum Wa All Stars FC, der ihn aber im März 2016 direkt nach Belarus an Belschyna Babrujsk verlieh. Dort debütierte er im April 2016 in der Wyschejschaja Liha. Für Babrujsk kam er zu insgesamt zwölf Einsätzen im belarussischen Oberhaus, in denen er fünf Tore erzielte. Im Juli 2016 wurde die Leihe vorzeitig beendet und Fameyeh schloss sich fest dem Ligakonkurrenten FK Dinamo Brest an. In Brest lief er bis Saisonende 15 Mal in der Wyschejschaja Liha auf und erzielte dabei ebenfalls fünf Tore. In der Saison 2017 kam er zu 27 Einsätzen und traf dabei fünfmal. In der Saison 2018 erzielte er sieben Tore in 24 Spielen.
Nach zehn Einsätzen und fünf Toren zu Beginn der Saison 2019 wechselte Fameyeh im Juli 2019 nach Russland zum FK Orenburg. Für Orenburg lief er 23 Mal in der Premjer-Liga auf und traf dabei siebenmal. Mit dem Team stieg er am Ende der Saison 2019/20 jedoch aus der höchsten Spielklasse ab. In der Saison 2020/21 absolvierte er anschließend 35 Spiele in der Perwenstwo FNL, dabei traf er zwölfmal. In der Saison 2021/22 erzielte er 15 Tore in 26 Einsätzen und war damit der viertbeste Torschütze der Liga. Mit Orenburg schaffte er über die Relegation die Rückkehr ins Oberhaus.
Fameyeh jedoch blieb in der zweiten Liga und schloss sich zur Saison 2022/23 Rubin Kasan an. Für Rubin erzielte er elf Tore in 30 Zweitligaeinsätzen, auch mit den Tataren schaffte er den Erstligaaufstieg. Im Oberhaus kam er in der Saison 2023/24 dann bis zur Winterpause zu 15 Einsätzen für Kasan. Im Februar 2024 wurde er an den Ligakonkurrenten Baltika Kaliningrad verliehen. Verletzungsbedingt kam er für Baltika aber nur dreimal zum Zug, mit dem Ostsee-Klub stieg er aus der Premjer-Liga ab. Zur Saison 2024/25 kehrte der Angreifer wieder nach Kasan zurück.

### Nationalmannschaft
Fameyeh debütierte im Oktober 2015 im Rahmen der Qualifikation zur Afrikanischen Nationenmeisterschaft für die ghanaische Nationalmannschaft. Sein erstes Spiel für das reguläre Team Ghanas machte er 2021.